# Lacrimosa (band)
Lacrimosa is een gothic-metalband bestaande uit de Finse Anne Nurmi en de Duitser Tilo Wolff. Alle teksten zijn in het Duits, op een enkel Engelstalig nummer na.

## Biografie
Lacrimosa is opgericht in 1990 door Tilo Wolff. Alhoewel Lacrimosa tegenwoordig tot de Gothic metal gerekend wordt, speelde de band tot 1997 darkwave met soms enkele metal-invloeden. Het eerste album, angst is zelfs vrijwel geheel gedomineerd door keyboards met harde vocalen. Angst is ook het meest melancholische album, met langzame tempi en de teksten gaan vrijwel alleen over angst, hulpeloosheid, eenzaamheid, de illusie van liefde, en de dood.
Met de volgende drie albums, Einsamkeit, Satura en Inferno komen er steeds meer rock-elementen in de muziek van Lacrimosa. Toch zijn de keyboards nog steeds aan de leiding. Op Inferno is voor het eerst Anne Nurmi te horen. Zij is in 1994 bij Lacrimosa gekomen als gast-keyboardiste, maar is sindsdien gebleven om te zingen. Haar komst geeft de muziek van Lacrimosa een mystieke sfeer. Pas vanaf Stille kan Lacrimosa metal genoemd worden. Vanaf dat moment doen de klassieke elementen ook hun intrede. Door deze klassieke elementen samen met de metal wordt Lacrimosa op dat moment vaak vergeleken met bands als Therion. De muziek is op Stille ook een stuk vrolijker, ook thematisch gezien. Zo gaan de teksten niet alleen maar over de negatieve kant van de mensheid, maar ook over de positieve, zoals goed te horen is in nummers als "Stolzes Herz" (Trots Hart).
Met het volgende album, Elodia worden de gitaren op een lager pitje gezet, en komen de klassieke elementen sterk naar voren. De klassieke instrumentatie wordt op dat album gespeeld door het London Symphony Orchestra. De teksten op Elodia zijn nog steeds gothic van aard, maar gaan hier enkel over liefde, het meest populaire thema binnen de muziek.
Op Fassade is de stijl van Elodia nog goed te horen, maar is de stijl een stuk gevarieerder. De vorige albums hadden allen hun eigen stijl, op Fassade staan de nummers meer op zichzelf en is er een groot stijlverschil tussen de nummers. Zo is het nummer "Liebesspiel" een hard metal-nummer, maar is "Senses" weer een keyboard-georiënteerde ballad. Vanaf Echos worden de gitaren weer minder, en nemen de klassieke elementen de leiding over. Ook vinden de elektronica en industrial hun intrede bij Lacrimosa. Echos is duidelijk het rustigste, zachtaardige album van Lacrimosa. Bij het negende album, Lichgestalt komen de gitaren weer langzaam terug. Er zijn zelfs grunts te horen.

## Discografie

### Albums
- Angst - 1991
- Einsamkeit - 1992
- Satura - 1993
- Inferno - 1995
- Stille - 1997
- Elodia - 1999
- Fassade - 2001
- Echos - 2003
- Lichtgestalt - 2005
- Sehnsucht - 2009
- Schattenspiel - 2010
- Revolution - 2012
- Hoffnung - 2015
- Testimonium - 2017
- Leidenschaft - 2021
- Leidenschaft, Pt.2 - 2022

### Compilatiealbums
- Live - 1998
- Vintage Classix (lp's) - 2002
- Lichtjahre - 2007

### Demo
- Clamor - 1990

### Singles
- Alles Lüge (cd-single) - 1993
- Schakal (cd-single) - 1994
- Stolzes Herz (cd-single) - 1996
- Alleine zu Zweit (cd-single) - 1999
- Der Morgen Danach (cd-single) - 2001
- Durch Nacht und Flut (cd-single) - 2002
- Lichtgestalten (ep) - 2005
- Feuer (cd-single) - 2009
- I Lost my Star in Krasnodar - 2009

## Videografie

### VHS
- The Clips 1993-1995 - 1995
- Silent Clips - 1997

### Dvd
- The Live History - 2000
- Musikkurzfilme - 2005
- Lichtjahre - 2007